# Burcard d'Oltigen
Burcard ou Bouchard d'Oltigen est un évêque de Lausanne de la seconde moitié du XIe siècle.

## Biographie

### Origines
La date de naissance de Burcard ou Bouchard — les variantes orthographiques sont Burcardus, Borcardus, Burchardus — n'est pas connue en l'état actuel de la recherche. Sa première mention remonte à l'année de son élection sur le trône épiscopal de Lausanne, en 1056,.
Burcard est considéré comme le fils de Bucco, comtes d'Oltigen,, (Fuit autem filius comitis Bucconis de Oltudenges, selon le Cartulaire de Lausanne). Il a un frère, Cono († av. 1107).
Selon la chronique ou Cartulaire de Lausanne de Conon d'Estavayer, Burcard est marié,. Elle semble être morte avant sa montée sur le siège de Lausanne.

### Évêque au service du Saint-Empire
Burcard est élu évêque de Lausanne au cours de l'année 1056 ou peu avant. Il est mentionné pour la première fois dans les textes le 28 octobre 1056, selon le Cartulaire de Lausanne. Il est, peu de temps après, ordonné évêque par l'archevêque de Besançon, Hugues Ier de Salins,.
Tout comme son frère, il est partisan de l'empereur Henri IV,. Gilbert Coutaz rappelle que « Les divers évêques qui occupèrent le siège de Lausanne depuis 1038 eurent des liens étroits et privilégiés avec les empereurs de la dynastie franconienne jusqu'en 1125 ».
Au cours de cette période opposant la papauté auSaint-Empire romain germanique, appelée querelle des Investitures, il est l'un des deux derniers évêques bourguignons, avec Ermenfroi, évêque de Sion, à rester fidèle à Henri IV,. Ce dernier les fait chanceliers, Burcard pour l'Italie (1079-1089) et Ermenfroi pour la Bourgogne (1082-1088),.
Lors du diète de Worms, en 1076, où sont réunis les évêques du Saint-Empire, il participe à la destitution du pape Grégoire VII, qui voulait réformer et mettre en place le célibat des prêtres. En réponse, le pape excommunie le roi et les prélats,. Burcard fait partie de la délégation qui accompagne l'empereur qui se rend auprès du pape pour demander pardon, à Canossa, en 1077,,. Burcard reçoit séparément de l'Empereur le pardon.
Toutefois, il rejoint rapidement les « partisans de l'empereur désirant se venger de l'humiliation de Canossa » et participe à la lutte contre Rodolphe de Rheinfelden, duc de Souabe, beau-frère d'Henri IV, qui a été élu antiroi,.
En 1079, Henri IV lui donne des terres entre les Alpes et le Jura,, probablement des droits et des biens entre la Sarine, le Léman et les Alpes, Cugy et Morat, qui ont notamment appartenu au duc de Souabe.
À partir de la décennie 1080, il participe aux assemblées, Bressanone (1080), qui destitue le pape, et à Mayence (1085), où la paix pour tout l'Empire est proclamée, convoquées par l'empereur,.

### Mort
Burcard meurt le 24 décembre 1089, au château de Gleichen, dans le duché de Saxe,,. Il est tué lors du siège du château, par l'armée de Egbert/Ecbert II, margrave de Misnie,.
Excommunié, son corps n'est pas ramené à Lausanne.